# Piotr Wodzicki
Piotr Wodzicki z Granowa herbu Leliwa (zm. 26 lutego 1770 roku) – generał lejtnant wojsk koronnych w 1750 roku, generał major wojsk koronnych od 1729 roku, generał major wojsk cudzoziemskiego autoramentu, kasztelan sądecki od 1752 roku, biecki od 1744 roku, stolnik krakowski w latach 1730–1744, podczaszy krakowski w latach 1717–1730, sekretarz królewski, starosta grybowski w latach 1750–1752, starosta stopnicki.
Jako deputat i poseł na sejm elekcyjny z księstw oświęcimskiego i zatorskiego podpisał pacta conventa Stanisława Leszczyńskiego w 1733 roku. Elektor Stanisława Leszczyńskiego w 1733 roku. Był delegatem województwa krakowskiego w konfederacji dzikowskiej 1734 roku. W 1764 roku został wyznaczony senatorem rezydentem.
W 1738 roku został odznaczony saskim Orderem św. Henryka.

## Rodzina
3 maja 1748 roku poślubił Konstancję Dembińską z Dembian h. Rawicz